# エステル記
『エステル記』（Megillat Esther）は、旧約聖書の中の一書。ユダヤ教の分類では「諸書」の1つ、キリスト教では一連の歴史物語の最後に置かれる。外典にもギリシア語版があり、更に詳細な内容となっている。
メギラーは巻物のことであるが、単にメギラーという場合はこの『エステル記』を指す。ユダヤ教聖書では1巻の巻物になっており、プーリムの祭りの際にシナゴーグで読まれる。エステルの勇気によってユダヤ人が救われたことを祝うのが、ユダヤ教のプーリムの祭りである。
ペルシャ王の后となったユダヤ人女性エステルの知恵と活躍を描くこの書は、その主人公的役割を演ずるエステルの名をもって『エステル記』と呼ばれる。聖書中、女性の名が書名として用いられているのは、『ルツ記』と『エステル記』のみである。

## 概略
ユダヤ人モルデカイの養女エステルは、ペルシャ王クセルクセスの后に選ばれる。そのころ、権力者ハマンはモルデカイに対する個人的な恨みからユダヤ人を皆殺しにすべく陰謀をめぐらせていた。エステルの機転によってユダヤ人は救われ、逆にハマンが死刑となる。これが物語のあらすじである。
聖書の他の書物にも部分的に言われる事であるが、ペルシャの史料に存在の証拠が認められていないため、エステルは架空の人物であって、史実ではないという説もある。またこの書には「神」「主」という宗教的用語が使われていないという特色があり、正統性が疑われ、歴史的に聖書の正典から外そうとする動きさえもあった。エステルとはペルシャ名で、ヘブライ語名はハダサ（ハダッサー） Hadassah。
ヘロドトスは、クセルクセス1世がペルシア戦争後に整えた後宮において一人の女性、王妃アメストリスのみ名前を挙げている。Am-Estr-isの名とEstherの名の類似性(-isはギリシア語の格変化語尾)などから同一視する説もあるが、ヘロドトスによればアメストリスはペルシアの将軍の娘とされ、孤児のユダヤ人であるエステルとは状況が一致しない。また、アメストリスは少なくともヘロドトスの記録では「強く苛烈な王妃」として捉えられていた様子が伝えられる。
エステルの養父モルデカイは、ペルシアの神マルドゥクの転化であるという説もあり、その場合ダレイオス1世の治世からクセルクセス1世の治世まで最大4人の「マルドゥク」という名の高官が確認されているため、そのうちの一人である可能性もある。
この事件は、『エズラ記』での6章と7章の問に当る時代に相当すると考えられている。

## 内容

### エステルは王妃となる（1-2章）
クセルクセス1世の時代のペルシアは、インドからエチオピアまで127州を統治していた。彼はかつてのエラム王国の首都でもあり、ペルシアの首都ともなった歴史ある都・スサ（ヘブライ語名シュシャン）で王位に就き、その3年後に180日に及ぶ「酒宴」を開き、家臣、大臣、メディアの軍人・貴族、諸州高官などを招いた。その後王はスサの市民を分け隔てなく王宮に招き、庭園で7日間の酒宴を開くが、王妃ワシュティも宮殿内で女性のためだけの酒宴を開いていた。最終日に王はワシュティの美しさを高官・市民に見せようとしたが、なぜかワシュティは拒み、来ようとはしなかった。王は怒るが、大臣はさらに「噂が広まると、女性たちは王と自分の夫を軽蔑の目で見ることになるだろう」と言い、王妃ワシュティを失脚させたという勅書を送った。
王は大臣の助言により、全国各州の美しい乙女を1人残らずスサの後宮に集めさせる。スサは紀元前500年頃から大きなユダヤ人コミュニティーのある都市だが、そこにベニヤミン族のモルデカイとハダサー（エステル）がいた。エステルは両親がいないため、いとこにあたるモルデカイが義父となっていた。モルデカイはエステルを応募させ、エステルは後宮の宦官ヘガイに目を留められ、誰にもまして王から愛され、王妃となる。王は「エステルの祝宴」を開く。モルデカイが王宮の門に座っていると、2人の宦官がクセルクセス1世を倒そうと共謀していた。モルデカイはエステルを通じてこれを王に知らせ、2人は処刑される。この段階ではまだ、モルデカイとエステルは、自分がユダヤ教徒であることを明かさないようにしていた。

### ユダヤ人絶滅の策略（3-4章）
クセルクセスは、アガグ人（ギリシア語版ではマケドニア人となっている）ハマンを高い地位につける。王はハマンに跪いて敬礼するようにとの布告を出していたが、モルデカイは従わなかった。ハマンはモルデカイに腹を立て、ユダヤ人全員の殺害を画策する。クセルクセス治世第12年の1月にくじ（プール）を投げると、アダルの月が当たった。ハマンはクセルクセス王に「ユダヤ人」への中傷を述べ、クセルクセス王の名による勅書を作成させる。アダルの13日にすべてのユダヤ人が殺害されることが決定し、着々と準備が進んでいく。

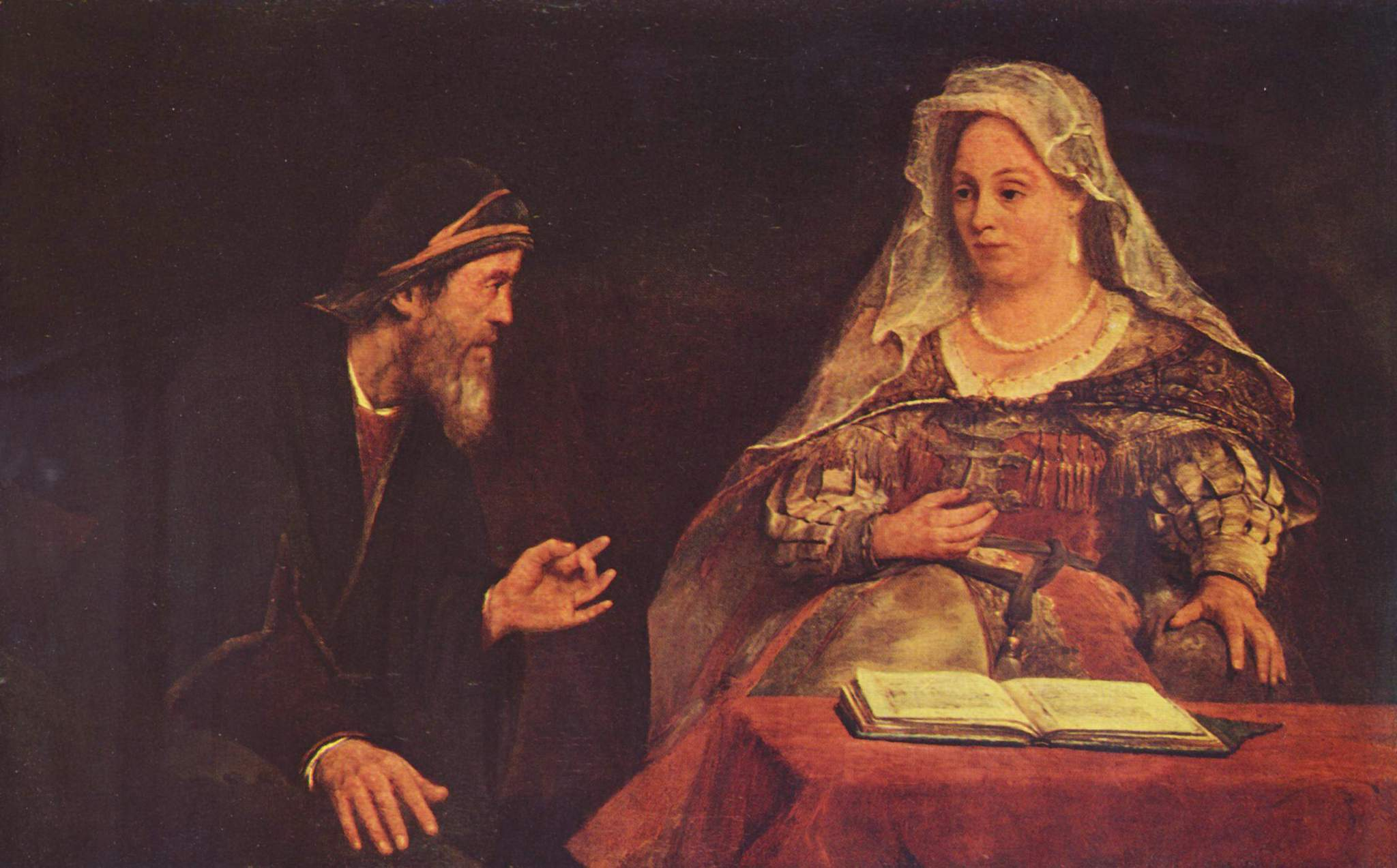
エステルとモルデカイ

これを聞いたユダヤ人の多くは「粗布をまとい、灰の中に座って断食し、悲嘆に暮れた」。「粗布を着て広場に座ったモルデカイ」の存在を知ったエステルは、ここではじめて、なぜこうなったのかを知ろうとした。ただ、王へ近づくことはできない、とモルデカイに返答。

モルデカイ「この時のためこそ、あなたは王妃の位にまで達したのではないか?」（4:14）

エステル「スサの全てのユダヤ人を集め、三日三晩断食するように。自分も女官と断食をする、その後王に会いに行く」との返答。

### ハマンの処刑（5-8章）
エステルはクセルクセスとの謁見に成功し、ハマン同席の酒宴を確約させる。謁見に失敗した場合は死刑であった。ハマンは自宅で宴会を開き、エステル・王との酒宴について喜んで聞かせる。モルデカイをつるす柱を建てる。
眠れない王は、宮廷日誌を持ってこさせ読ませたが、ここでモルデカイが王の暗殺を防いだ記録をはじめて知る。エステルは、自分がユダヤ人であることを王に告げる。ハマンは、モルデカイ殺害用に建てたその柱で処刑される。ハマンの財産がエステルとモルデカイのものになる。

### プリム祭の制定（9-10章）
文書の取り消しの公約文を書く許可を得ることに成功。シワンの23日にモルデカイの指示によりユダヤ人絶滅の取り消し書が書かれる。ハマンがユダヤ人虐殺の日と定めたアダルの13日が、逆に自分たちを迫害した者への防衛の日となった。モルデカイは宰相となる。

## ギリシア語訳

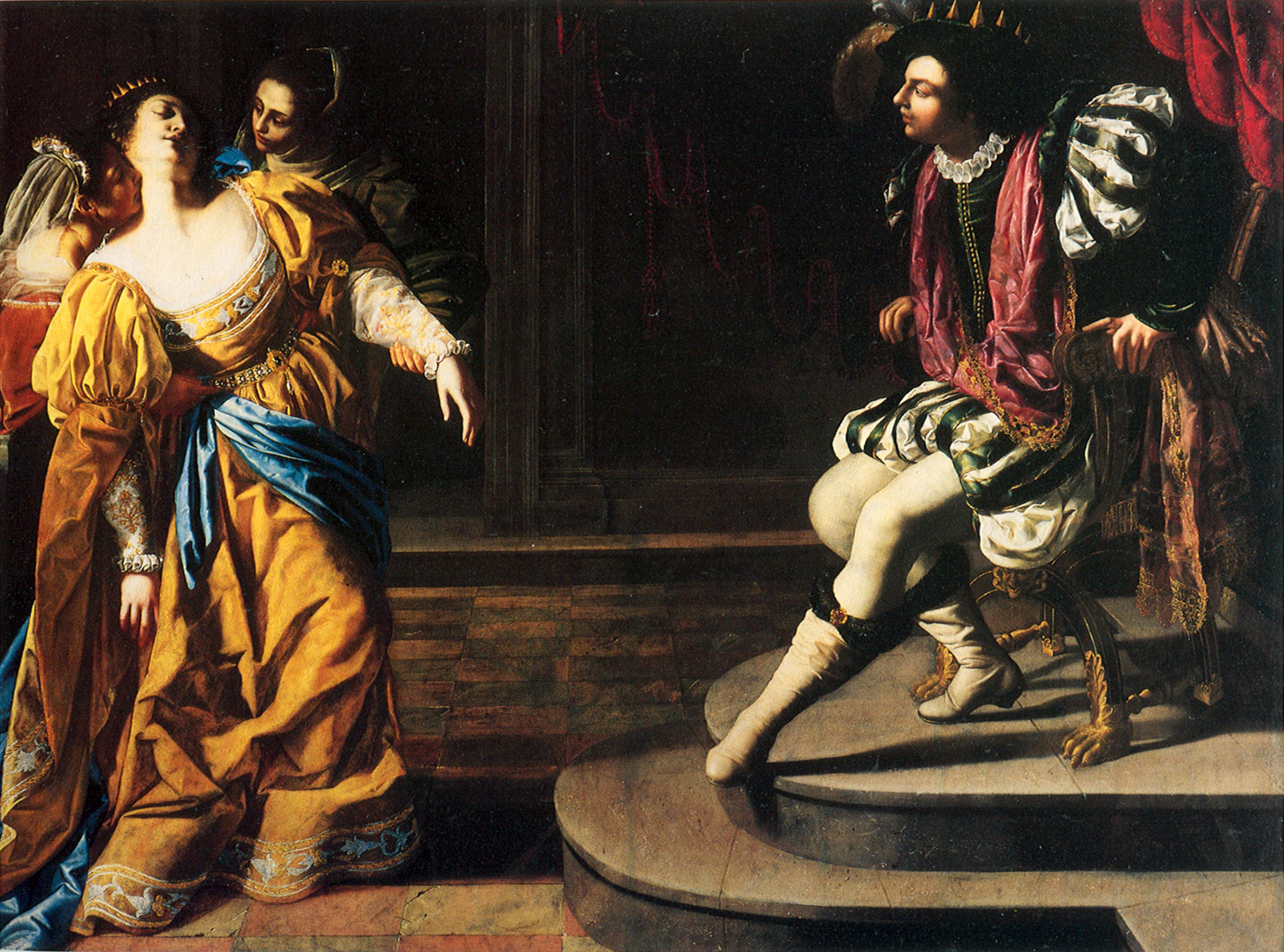
王の前で気絶するエステルを描いたアルテミジア・ジェンティレスキの『アハシュエロス王の前のエステル』。メトロポリタン美術館所蔵。

聖書のギリシア語訳である『七十人訳聖書』のエステル記は、ヘブライ語版のエステル記と大筋では一致しているが、多くの追加部分があり、それ以外にも内容の異なっている部分がある。『新共同訳聖書』ではギリシア語版のエステル記を旧約聖書続編の中に含めている。
主要な追加部分は以下の通りである。
- 冒頭と最後に、モルデカイが見た夢とその解釈が載せられている。
- 3章と8章に、王の勅書の全文の写しが記されている。
- 4章と5章の間に、モルデカイとエステルの祈りの言葉が挿入されている。また、ヘブライ語版ではエステルが王の前に出ると王はすぐに許しているのに対し、ギリシア語版では身を卑しめて3日の間神に祈った後、華美な衣装に身をつつみ、ふたりの女官とともに王の前に出るが、王が激しい怒りの表情を見せたためにエステルはよろめき、女官に倒れかかる。それを見た王はあわててエステルを抱きかかえ、許すことになっている。

それ以外の箇所でも違いは多い。たとえばユダヤ人が殺した人間の数はヘブライ語版では7万5千人だが、ギリシア語では1万5千人であり、また祭りの日付がスサではアダルの月の15日だが、ほかの地域では14日であることを記している。
ギリシア語版では全体に神による介入が大きい。たとえば王が宮廷日誌を確認したのは「主が王から眠りを奪われた」ためであり、王がエステルを許したのも「神が王の気持ちを変えて柔和にされた」ためと記述されている。
ギリシア語版エステル記は芸術の題材としてしばしば使われ、特に王の前でエステルが倒れる場面はラシーヌの戯曲『エステル』ほかに用いられている。

## 歴史的前提

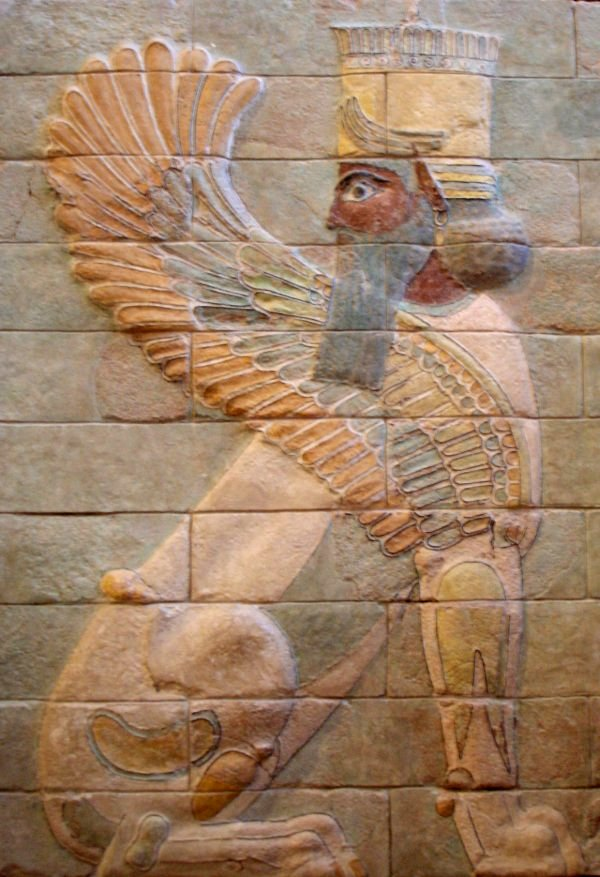
シュシャンにて
ユダヤ人の解放者、コーレシュ2世

紀元前586年、エルサレムはバビロニアに滅ぼされ、ユダヤ人の多くは「捕囚」となり、バビロニア各地へ強制移住させられた（バビロン捕囚、この頃から「ユダヤ人」という言葉が使われ始められる）。バビロニアを滅ぼしたアケメネス朝ペルシャのキュロス2世（ヘブライ語で「コーレシュ」、ペルシア語で「クルシュ」）は、紀元前539年に勅令を出し、ユダヤ人がイスラエルの地に帰るよう促した（これは史実である）。
実際には、帰還した民は僅かであり、バビロニア地方とペルシャなどに、そのまま残留した者も多かったといわれる（最初のディアスポラの始まり）。外国での長い生活に慣れ、生活も安定していたために、故国に帰る必要など無いというのが本音だった、という説がある。ペルシャの宗教はゾロアスター教であるが、他民族にゾロアスター教を強制することはせず、寛容政策をとることが多かった。ユダヤ人の中にも、エズラ・ネヘミヤ、そしてこの物語に登場するモルデカイのように、帝国内で高い地位に就く者も現れた、ともいわれる。
ペルシアの歴代王は以下の通り、
- クルシュ2世（コーレシュ2世、キュロス2世、在位：紀元前559年 - 紀元前530年）
  - メディア王国、イラン高原、アルメニア、アナトリア各地、リュディア、インド、バビロニア、キリキア、フェニキアを征服。オリエントをペルシア化する。
- カンブジヤ2世（カンビュセス2世、在位：紀元前530年 - 紀元前522年）
  - エジプトを征服。エチオピア、カルタゴなどの征服に失敗。
- ダーリャヴァウシュ1世（ダレイオス1世、在位：紀元前521年 - 紀元前486年）
  - ユダヤ人に神殿再建を許す。エジプト人にも寛容政策。
- フシャヤールシャ1世（アッハスウェロシュ（アハシュエロス）1世、クセルクセス1世、在位：紀元前486年 - 紀元前465年）
  - インド、ヨーロッパに出兵。マラトンの戦い、ペルセポリス建造など。やはり寛容政策。

その後6人の王が出た後、アレクサンドロス大王によって征服される。

### 歴史的信憑性と、成立、成立時期
歴史的信憑性について、単純に分けると次の3つの立場がある；
1. 歴史性を全く否定したフィクション説
2. 様々な想像によって脚色された歴史小説であるとする説
3. すべて史実であるとする説

3の立場からすると、確かに『エステル記』は歴史的枠付けをもって記されており（クセルクセス時代の出来事と規定され、クセルクセスの登場、最後の文書名の登場、正確な日時）、またこの書の記述している古代ペルシャの状況は、考古学的にも歴史学的にもその正しさが証明されている、という。この書は、特定の目的（ユダヤ人の解放、プーリーム祭の起源譚）と視点を持った書であることは明らかであるが、その歴史的な信憑性を疑う理由はどこにもない、という立場を取る。
2の「歴史小説」説からすれば、実際、『エステル記』の著者のペルシアに対する知識は、正解さを欠いているといわれる。しかし、このフィクション小説も、何らかの歴史的事件、少なくとも「情況」を反映していることはあり得るといわれる。
モルデカイによってユダヤ人の敵の殺害を許す命令が出されるが、この記述は『エステル記』の記述の信憑性に問題を投げかけているとされる。多くの学者は、この部分は史実ではあるまいと考えている。

#### 著者と成立時期
結論として、著者は不明であると言わざるを得ない。しかし、9:29 - 32などに、モルデカイとエステルによってプリムの祭りに関係する文書が「クセルクセスの王国にいる127州のユダヤ人に、平和と真実の言葉をもって」公布されたと記されており、『エステル記』が、これらの文書のような、何らかの実在した文書をもとに書かれたことは考えうることである。
肯定的な立場からすると、紀元前4世紀頃、実際にペルシャに住んでいたユダヤ人によって執筆された、という学者も多い。
ユダヤ人が諸国民の間に、どの州にも至るところに離散しているという様子（3:8）は、ペルシア時代というよりヘレニズム時代によく当てはまるという見解もある。『エステル記』はギリシア時代に書かれ、その時代を背景としていると考えるとき、本書の内容がよりよく理解できるという意見もある。
ある学者は、アンティオコス4世エピファネスの治世を反映していると見る。彼の時にユダヤ教の弾圧があったことが確かだからである。
またある学者は、甥のデメトリオス1世ソテルの時代だとする。彼はニカノルを将軍とする大軍をイスラエルの地に送るが、ユダ・マカバイと戦って敗れ、ユダヤ人兵士はニカノルの首をはね、それを城塞にかけた。この場合、ハマンの敗北はニカノルの死を反映したもの、と見る。

#### 類型学的考察
『エステル記』の主題は、美しい女性が、それを手段として敵を倒し、これによって自分が所属する民を救済する、という構造になっている。これは、本書と同じ時代に書かれたとされる外典の『ユディト記』の主題と全く同じである。2つの物語の相違点は、前者の場合はシュシャンのディアスポラが舞台であるのに対し、後者はイスラエルの地が舞台となっている、ということのみである。
この話は『千一夜物語』（シェヘラザード）と共通した要素がある。一時、女性を信用しなくなった王は、女性不信に陥るが、ある日美しく聡明な女性に出会い、ついに妃とする、という古い物語の筋である。この物語はペルシア起源のものである。
更に、『エステル記』に登場する男女のペア、モルデカイとエステルの名は、ペルシア神話の神マルドゥクとイシュタールに由来するとされる。作者が、ペルシアのディアスポラでの話にペルシア神話のモチーフを織り込んだ可能性は十分に考えられる、あるいはモルデカイ・エステルはそれに由来する、ペルシア化したユダヤ人の普通の名前だったかも知れない、とする説である。

#### モルデカイとエステル

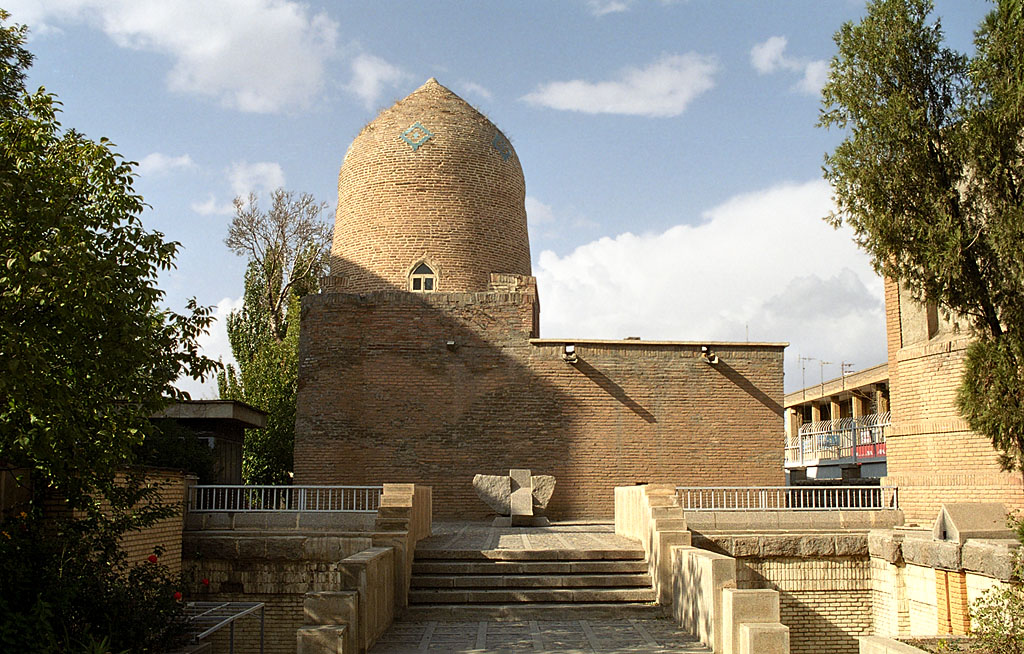
ハマダーンに残る、モルデカイとエステルの墓所とされる建物

ペルシア王にユダヤ人のエステルと称する王妃と、モルデカイという宰相がいたことは、史実にもとる、とされている。
ユダヤ教の後の解釈では、モルデカイとエステルは夫婦ということになっている。2人の墓とされるものが、イランのハマダン（エクバタナ）にある。ここも重要なユダヤ人コミュニティーの1つだった。
現在、モルデカイはユダヤ教徒男性の、エスターはキリスト教徒女性の一般的な名前になっている。

## キリスト教的解釈
宗教的に見ると、この物語はまた、神の「摂理の御手」を教えている、という書でもある。
例えば、エステルが王妃になる（2:17）、王の暗殺計画をモルデカイが聞き、エステルに伝え、それが記録に記された（2:21-23）、エステルが王に願うのを1晩延ばした（5:8）、そしてその晩、王が記録を読み、モルデカイに栄誉を与えようと考えたこと（6）など、その中のどれか1つでも異なった点があったならば、ユダヤ人虐殺計画は防げなかった構造になっている。
また、この書には、神の名が記されていないということがよく言われる。しかし、「神の救いの業」を、エステル記ほど鮮やかに描き出す書物も少ない、という評価もある。
エステルは「定めに反することではありますが、私は王のところへ参ります。このために死ななければならないのでしたら、死ぬ覚悟でおります」（4:16）と決意する。エステルの、この「信仰」による応答があって初めて、「神の御業」が実現していく。キリスト教では、「キリスト者は、死を覚悟してでも、神の召命に応えなければならない時がある」、といった解釈がなされることがある。